# 雪ん娘大旋風 〜さゆきとこゆきのひえひえ大騒動〜
『雪ん娘大旋風 〜さゆきとこゆきのひえひえ大騒動〜』（ゆきんこだいせんぷう さゆきとこゆきのひえひえだいそうどう）は、スターフィッシュ・エスディより発売されたゲームソフト。2007年12月20日にWii版が発売され、2008年12月18日にはPlayStation 2版が、2018年12月13日にはNintendo Switchダウンロード版が、2019年4月4日にはPlayStation 4ダウンロード版がそれぞれ発売された。2023年1月19日にNintendo Switchパッケージ版がメビウスより発売された。
Wiiリモコンを使ったアクションをメインに進めるアクションシューティングゲーム。氷を操り画面上の大量の敵や巨大なボスを倒していく。Wii・PS2版は全てのステージをクリアするまでステージセレクトができないが、Switch・PS4版ではクリアした次のステージから開始できるようになった。
Wii・PS2版は諸事情で流通量が少なくプレミアソフトとして扱われていた。

## キャラクター
沙雪
雪女の少女。惚れっぽい性格をしている。
小雪
沙雪の妹。